# Extensor carpi ulnaris

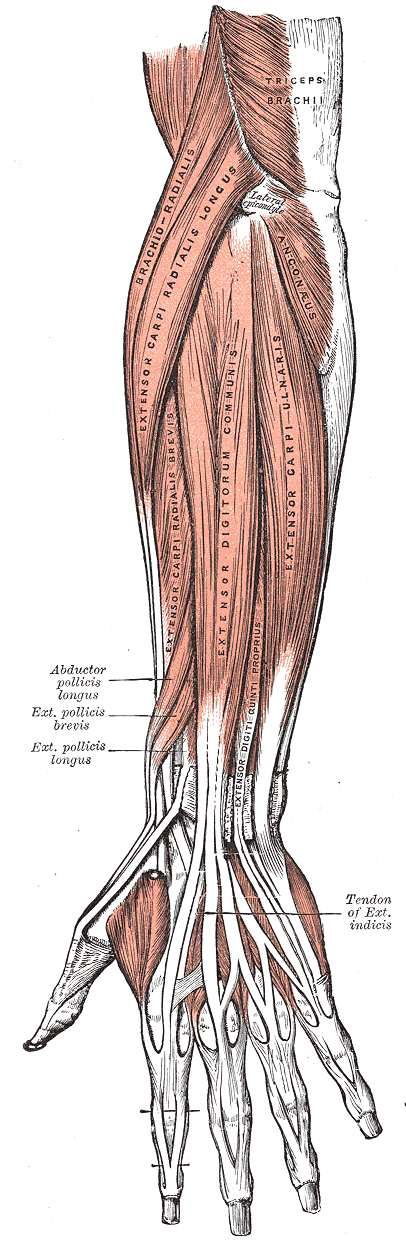
Underarmens muskulatur

Extensor carpi ulnaris (latin: musculus extensor carpi ulnaris, "armbågsbenets handlovssträckarmuskel"), i människans anatomi en skelettmuskel på underarmens baksida. Som namnet antyder bidrar muskeln vid extension och adduktion av handleden.
Extensor carpi ulnaris har sitt ursprung i överarmsbenets (humerus) laterala epikondyl (epicondylus lateralis humeri), strålbenets kollateralligament (lig. collaterale radiale) och armbågsbenets (ulna) bakre kant (margo posterior ulnae).
Muskeln passerar extensorretinaklet (retinaculum extensorum) på baksidan av armbågsbenets distala ände (extremitas distalis ulnae) genom det femte senfacket.
Muskelns fäste finns vid basen för lillfingrets metakarpalben (basis ossis metacarpalis V).
Extensor carpi ulnaris innerveras av n. interosseus dorsalis.
Liksom mm. extensor carpi radialis longus och mm. extensor carpi radialis brevis är mm. extensor carpi radialis en synergist till fingerflexorerna då den håller handleden extenderad för att ge ytterligare styrka åt handen då den greppar något. Funktionen är nödvändig vid "krafttag" (power grip)